# Assedio di Milano (402)
L'assedio di Milano fu uno degli episodi più importanti delle guerre gotiche del 402-403. Compiuto dai Visigoti di Alarico I, ebbe come conseguenza lo spostamento della capitale imperiale dell'Impero romano d'Occidente da Milano a Ravenna, città più difendibile grazie alla presenza di ampie lagune.

## Antefatti

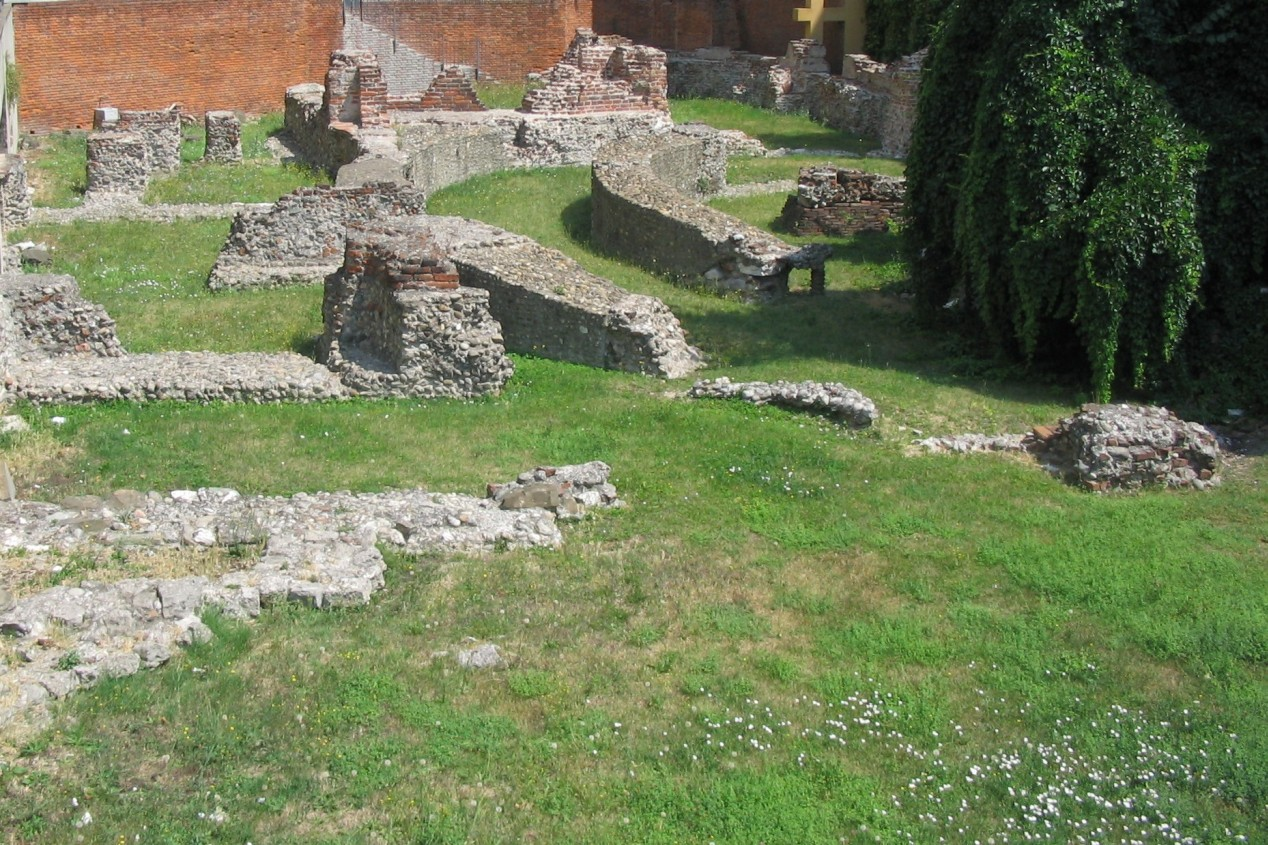
I resti del palazzo imperiale di Milano, che sono situati in via Brisa

Nel 395 i Visigoti, insediati all'interno dell'Impero romano d'Oriente (più precisamente nell'Illirico orientale) come Foederati di Roma fin dal 382, si rivoltarono eleggendo come loro re Alarico I iniziando a devastare la Grecia e la Tracia: il loro intento era quello di ottenere condizioni di insediamento all'interno dell'Impero ancora più favorevoli di quelle avute nel 382. Dopo aver devastato l'Illirico Orientale, nel 397 Alarico e i Visigoti firmarono un nuovo foedus con l'Impero romano d'Oriente: i Visigoti ottennero nuove terre da coltivare e Alarico divenne magister militum per l'Illyricum.
Dopo aver rafforzato il suo esercito con armi più moderne prese dagli arsenali romani della diocesi di Dacia, Alarico nel 401 decise di abbandonare le province orientali e invadere invece l'Impero romano d'Occidente. Giunse poi in Italia con l'obiettivo di costringere l'imperatore Onorio a concedere ai Visigoti un insediamento permanente all'interno della parte occidentale dell'Impero romano.

## Assedio
I Visigoti, nel corso della loro campagna militare in Italia, giunsero nel febbraio 402 a Milano, che era la capitale dell'Impero romano d'Occidente. A un certo punto, dalle mura difensive della città, i milanesi iniziarono a vedere ardere da lontano i fuochi dell'accampamento militare dei soldati Visigoti pronti ad attaccare. Davanti al pericolo di un sanguinoso assedio, la corte imperiale manifestò la volontà di lasciare Milano e di fuggire in Gallia. 

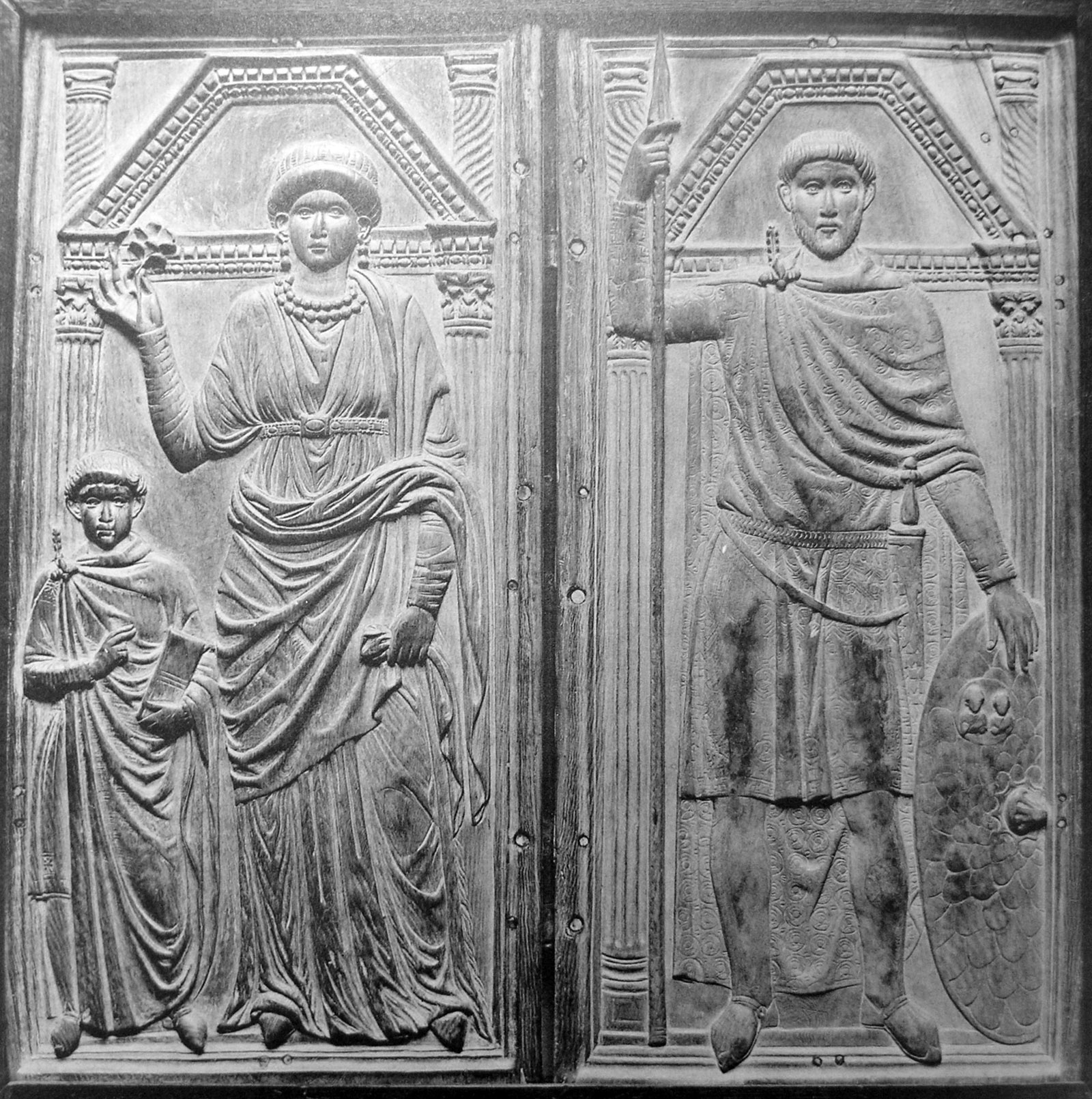
Dittico di Stilicone (395)

Stilicone, magister militum praesentalis dell'esercito romano, inizialmente convinse l'imperatore Onorio a restare a Milano. Visto che la situazione era pericolosa e in stallo, il sovrano decise di abbandonare la città trasferendo la corte imperiale, e quindi con essa la capitale, da Milano alla più difendibile Ravenna: quest'ultima era infatti era costruita su isole circondate da ampie lagune, che fornivano una difesa naturale ad eventuali attacchi. Nel frattempo Stilicone, che era tornato con i rinforzi, riuscì ad attrarre Alarico lontano da Milano facendo sì che spostasse le sue truppe verso Asti. I Visigoti furono poi sconfitti da Stilicone nella successiva battaglia di Pollenzo (6 aprile 402).